# Adonis Jordan
Adonis Adelecino Jordan, (nacido el 21 de agosto de 1970 en Brooklyn, Nueva York) es un exjugador de baloncesto estadounidense. Con 1.80 de estatura, su puesto natural en la cancha era el de base. 